# Garciella
Garciella è un genere di batterio appartenente alla famiglia delle Clostridiaceae.